# Stylommatophora
Los estilomatóforos (Stylommatophora) son un orden de gasterópodos pulmonados que incluye la mayoría de los caracoles terrestres y las babosas.

## Características
Los estilomatóforos carecen de opérculo; tienen dos pares de tentáculos cefálicos retráctiles, con los ojos situados en el extremo del par superior. Con frecuencia poseen una glándula suprapodial. El uréter es largo y, normalmente, tienen un solo gonoporo (abertura genital)
Las dos sinapomorfias más fuertes que sustentan a este clado son tener la glándula pedal aislada por una membrana de la cavidad visceral y tener los tentáculos cefálicos contráctiles.

## Taxonomía
Según WORMS:
- Suborden Achatinina

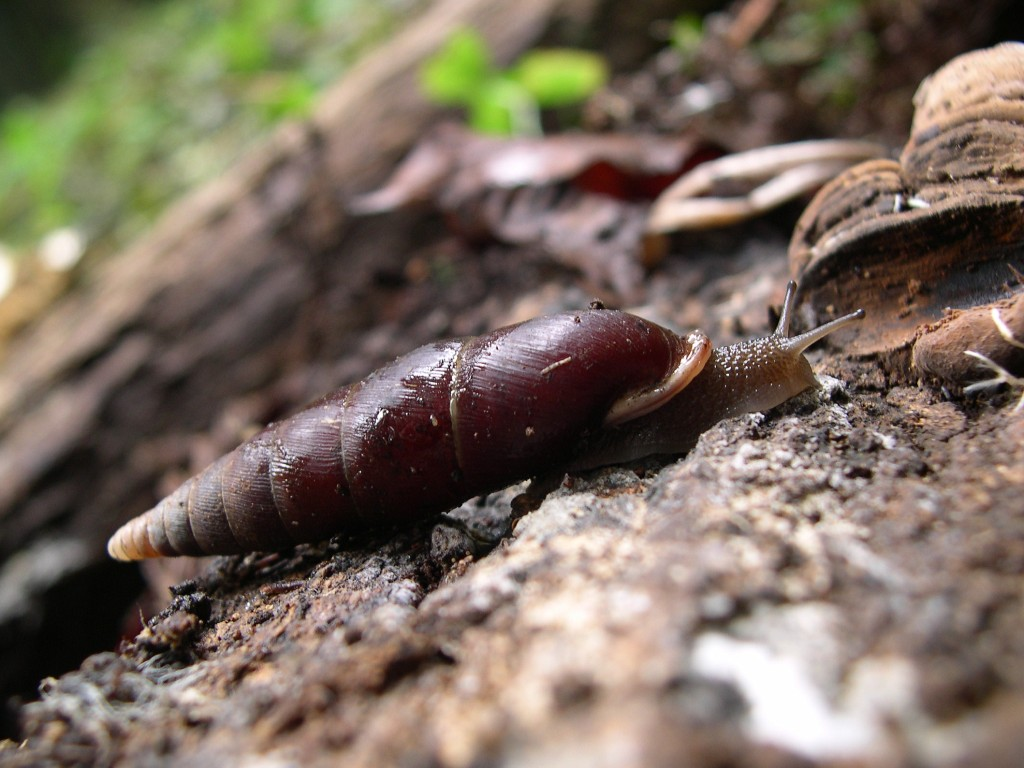
Megalophaedusa martensi

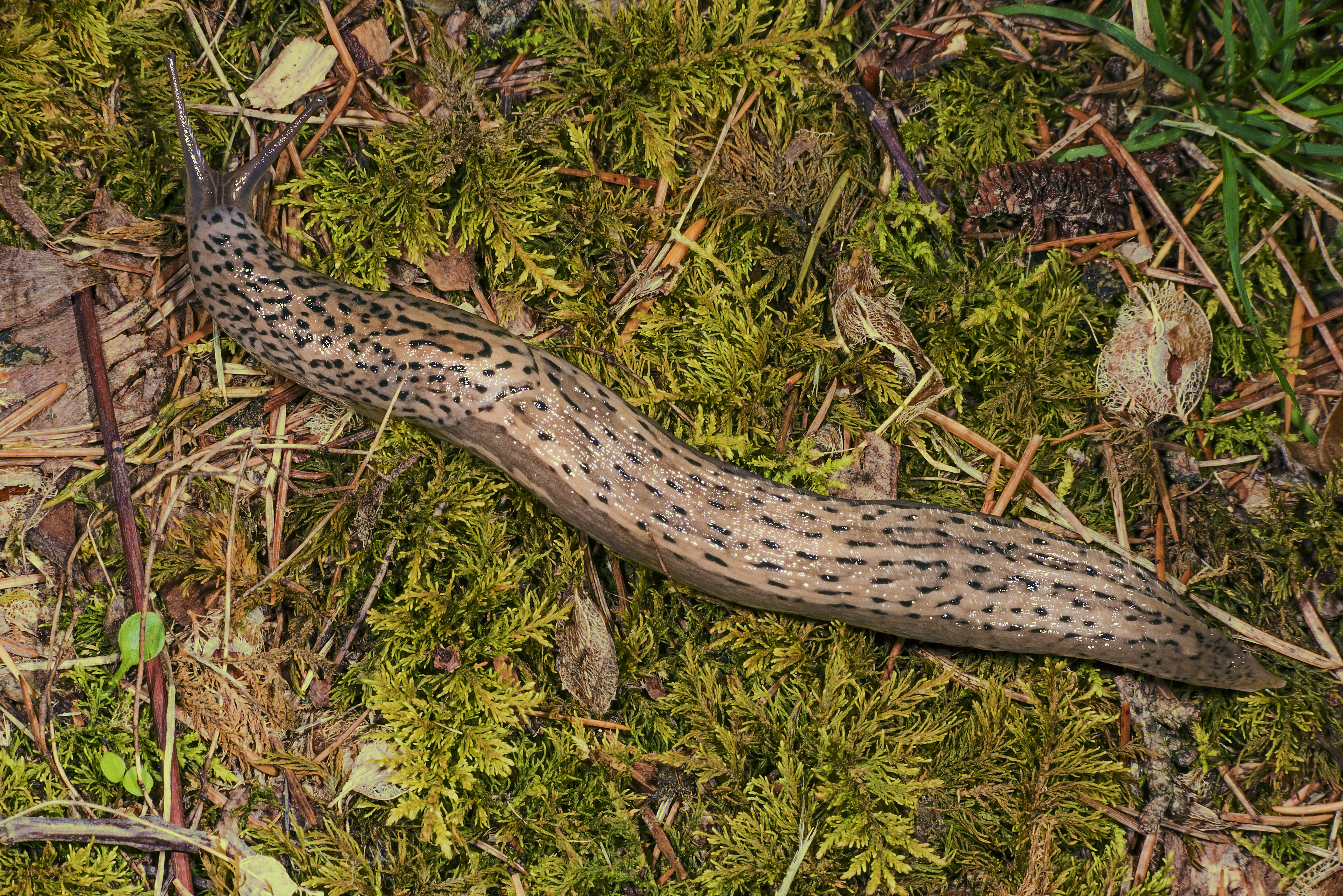
Limax maximus

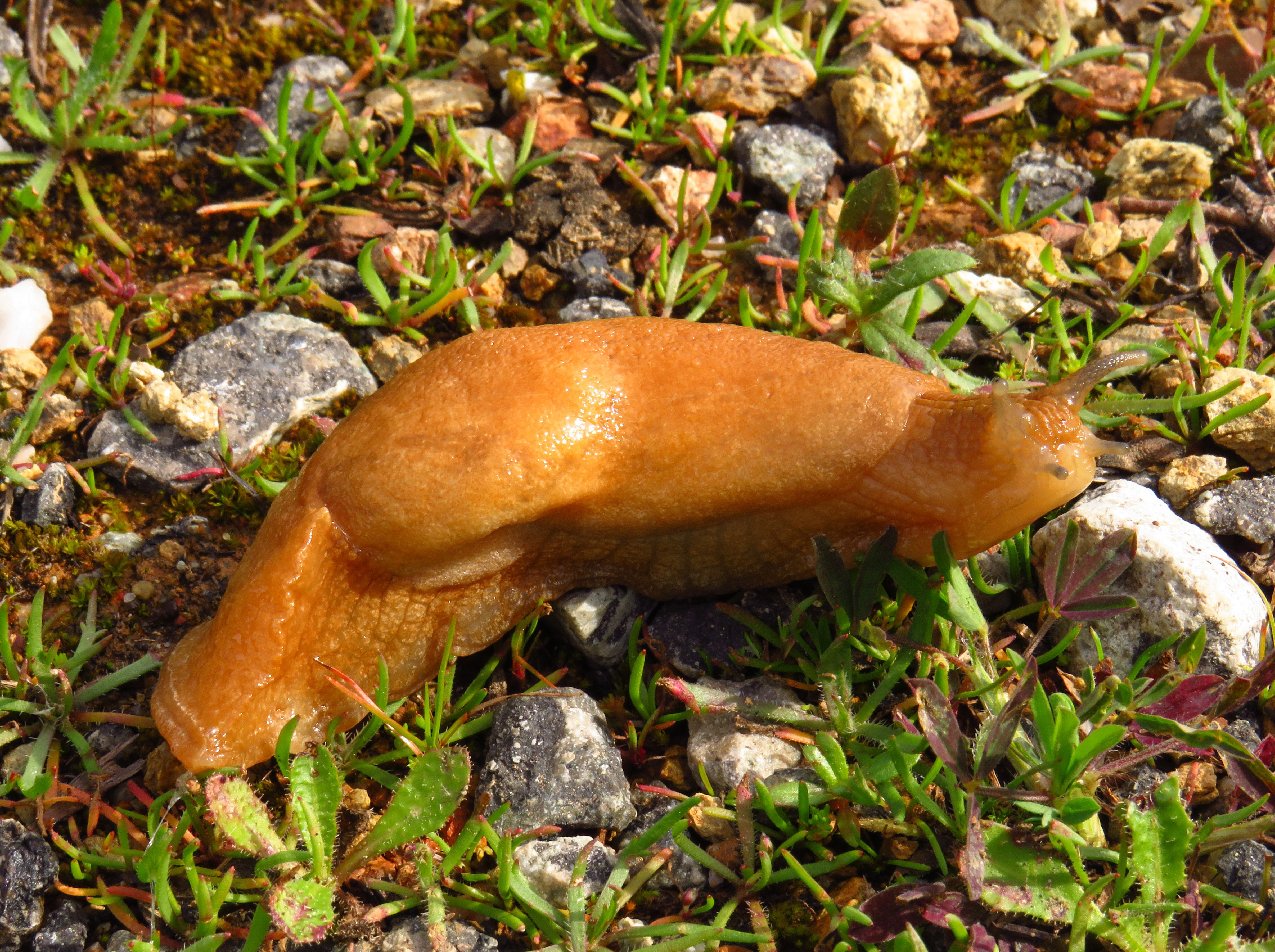
Drusia valenciennii

  - Superfamilia Achatinoidea Swainson, 1840
  - Superfamilia Streptaxoidea J.E. Gray, 1806
- Suborden Helicina
  - Infraorden Arionoidei
    - Superfamilia Arionoidea J.E. Gray en Turnton, 1840

  - Infraorden Clausilioidei
    - Superfamilia Clausilioidea Gray, 1855

  - Infraorden Helicoidei
    - Superfamilia Helicoidea Rafinesque, 1815
    - Superfamilia Sagdoidea Pilsbry, 1895

  - Infraorden Limacoidei
    - Superfamilia Gastrodontoidea Tryon, 1866
    - Superfamilia Helicarionoidea Bourguignat, 1877 
    - Superfamilia Limacoidea Lamarck, 1801
    - Superfamilia Parmacelloidea P. Fischer, 1856 (1855)
    - Superfamilia Trochomorphoidea Möllendorff, 1890
    - Superfamilia Zonitoidea Mörch, 1864

  - Infraorden Oleacinoidei
    - Superfamilia Haplotrematoidea H.B. Baker, 1925
    - Superfamilia Oleacinoidea H. & A. Adams, 1855

  - Infraorden Orthalicoidei
    - Superfamilia Orthalicoidea Martens, 1860

  - Infraorden Pupilloidei
    - Superfamilia Pupilloidea W. Turton, 1831

  - Infraorden Rhytidoidei
    - Superfamilia Rhytidoidea Pilsbry, 1893

  - Infraorden Succineoidei
    - Superfamilia Athoracophoroidea P. Fischer, 1883 (1860)
    - Superfamilia Succineoidea Beck, 1837

  - Infraorden provisional:
    - Superfamilia Coelociontoidea Iredale, 1937
    - Superfamilia Papillodermatoidea Wiktor, Martin & Castillejo, 1990
    - Superfamilia Plectopyloidea Möllendorff, 1898
    - Superfamilia Punctoidea Morse, 1864
    - Superfamilia Testacelloidea Gray, 1840
    - Superfamilia Urocoptoidea Pilsbry, 1898 (1868)
- Suborden Scolodontina
  - Superfamilia Scolodontoidea H.B. Baker, 1925
- Suborden provisional:
  - Familia Anadromidae Wenz, 1940 †
  - Familia Anostomopsidae H. Nordsieck, 1986 †
  - Género Cherusciola Huckriede, 1967 †
  - Familia Cylindrellinidae Zilch, 1959 †
  - Familia Grandipatulidae Pfeffer, 1930 †
  - Familia Grangerellidae Russell, 1931 †
  - Familia Palaeoxestinidae Pfeffer, 1930 †
  - Familia Scalaxidae Zilch, 1959 †